# NGC 7467
NGC 7467 é uma galáxia elíptica (E?) localizada na direcção da constelação de Pegasus. Possui uma declinação de +15° 33' 17" e uma ascensão recta de 23 horas, 02 minutos e 27,4 segundos.
A galáxia NGC 7467 foi descoberta em 23 de Outubro de 1864 por Albert Marth.